# Люпино, Натали
Натали́ Люпино́ (фр. Nathalie Lupino; 13 июня 1963, Валансьен) — французская дзюдоистка тяжёлой весовой категории, выступала за сборную Франции на всём протяжении 1980-х и в начале 1990-х годов. Бронзовая призёрка летних Олимпийских игр в Барселоне, чемпионка мира и Европы, победительница многих турниров национального и международного значения.

## Биография
Натали Люпино родилась 13 июня 1963 года в городе Валансьен департамента Нор. Проходила подготовку в клубе единоборств Dojo fa Wasquehal.
Впервые заявила о себе в сезоне 1980 года, когда в полутяжёлом весе стала третьей в зачёте французского национального первенства. Первого серьёзного успеха на взрослом международном уровне добилась в 1982 году, попав в основной состав французской национальной сборной и одержав победу на домашнем чемпионате мира в Париже. Год спустя побывала на чемпионате Европы в итальянской Генуе, откуда привезла награду серебряного достоинства, выигранную в тяжёлой весовой категории.
В 1984 году на европейском первенстве в немецком Пирмазенсе Люпино дважды поднималась на пьедестал почёта, заняла первое место в тяжёлой весовой категории и второе в абсолютной. Кроме того, на мировом первенстве в Вене добавила в послужной список бронзовую награду, полученную в открытой весовой категории. Год спустя в полутяжёлом весе получила бронзу на чемпионате Европы в шведской Ландскруне. В 1989 году стала бронзовой призёркой европейского первенства в Хельсинки, отметилась бронзовой медалью на первенстве мира в Белграде. В 1990 году на чемпионате Европы во Франкфурте-на-Майне была второй. В сезоне 1991 года в абсолютной весовой категории взяла бронзу на чемпионате Европы в Праге и на чемпионате мира в Барселоне. На домашнем чемпионате мира в Париже вновь выиграла бронзовую медаль в абсолютной весовой категории.
Благодаря череде удачных выступлений удостоилась права защищать честь страны на летних Олимпийских играх в Барселоне, где женское дзюдо впервые было включено в олимпийскую программу в качестве полноценной дисциплины. Единственное поражение потерпела здесь в полуфинале от представительницы Кубы Эстелы Родригес и завоевала в итоге бронзовую олимпийскую медаль.
После барселонской Олимпиады Натали Люпино ещё в течение некоторого времени оставалась в основном составе дзюдоистской команды Франции и продолжала принимать участие в крупнейших международных турнирах. Так, в 1993 году на чемпионате Европы в Афинах она выиграла бронзовую медаль в тяжёлой весовой категории и серебряную в абсолютной. Выступила в тяжёлом весе на чемпионате мира в канадском Гамильтоне, однако попасть здесь в число призёров не смогла, расположившись в итоговом протоколе лишь на седьмой строке. Вскоре по окончании этих соревнований приняла решение завершить карьеру профессиональной спортсменки, уступив место в сборной молодым французским дзюдоисткам. 